# Трофимов, Виктор Ерофеевич
Виктор Ерофеевич Трофимов (15 августа 1931 года, Могилёвская область, Белорусская ССР — 26 декабря 1997 года, Енакиево, Украина) — проходчик горных выработок шахтоуправления № 3 комбината «Орджоникидзеуголь» Министерства угольной промышленности Украинской ССР, Донецкая область. Герой Социалистического Труда (1971).
Трудился проходчиком, бригадиром проходчиков в шахтоуправлении № 3 «Александровское» треста «Орджоникидзеуголь» в городе Енакиево.
Досрочно выполнил личные социалистические обязательства и плановые задания восьмой пятилетки (1966—1970) по добыче угля. Указом Президиума Верховного Совета СССР от 30 марта 1971 года «за выдающиеся заслуги в выполнении заданий пятилетнего плана по развитию угольной и сланцевой промышленности и достижение высоких технико-экономических показателей» удостоен звания Героя Социалистического Труда с вручением ордена Ленина и золотой медали «Серп и Молот».
Был награждён в 1976 году Орденом Трудового Красного Знамени за досрочно выполнение заданий Девятой пятилетки (1971—1975).
Трудился шахтёром в тресте «Орджоникидзеуголь» до выхода на пенсию. Скончался в 1997 году в городе Енакиево.
Награды
- Герой Социалистического Труда
- Орден Ленина
- Орден Трудового Красного Знамени (05.03.1976)
- Орден «Знак Почёта» (29.06.1966)